# 海野福寿
海野 福寿（うんの ふくじゅ、1931年 - ）は、日本史学研究者。明治大学名誉教授。専門は日本近代史・近代日韓関係史研究。

## 経歴
1931年、東京生まれ。東京大学大学院社会科学研究科に進み、農業経済学を学んだ。1961年、同大学大学院博士課程を修了。東京大学に提出した学位論文は『明治十年代における生糸・茶貿易の発展』で、農学博士号を取得した。
その後は静岡大学法経短期大学部を経て、1974年より明治大学文学部教授となる。2002年に明治大学を定年退職し、名誉教授の称号を受ける。この間、1986年より1年間、ソウル大学経済研究所客員研究員をつとめる。

## 著作

### 著書
- 『明治の貿易：居留地貿易と商権回復』塙書房〈塙選書 58〉1967
- 『日清・日露戦争』集英社〈集英社版 日本の歴史 18〉1992
- 『韓国併合』1995　岩波新書
- 『韓国併合史の研究』岩波書店　2000
- 『伊藤博文と韓国併合』青木書店　2004 [2]

### 共編著
- 『近代日本経済史を学ぶ』石井寛治、中村政則共編　1977　有斐閣選書
- 『殖産興業と報徳運動』加藤隆共編　東洋経済新報社　1978　明治大学社会科学研究所叢書
- 『静岡県の歴史 近代・現代編』原口清共著　静岡新聞社　1979
- 『静岡県の百年』原口清共著　山川出版社　1982　県民100年史
- 『西欧技術の移入と明治社会』編 有斐閣〈技術の社会史 第3巻〉 1982
- 『恨：朝鮮人軍夫の沖縄戦』権丙卓共著　河出書房新社　1987
- 『図説静岡県の歴史』永原慶二と責任編集 河出書房新社〈図説日本の歴史 22〉 1987
- 『家と村』大島美津子共校注 岩波書店〈日本近代思想大系 20〉1989
- 『日韓協約と韓国併合 朝鮮植民地支配の合法性を問う』編著　明石書店　1995[6]
- 『韓国併合始末 関係資料』編・解説　不二出版〈十五年戦争極秘資料集 補巻 7〉1998[7]
- 『韓国併合 外交史料』（上下 全2巻）編・解説　不二出版　2003[8]
- 『陸軍登戸研究所 隠蔽された謀略秘密兵器開発』山田朗、渡辺賢二共編　青木書店　2003　明治大学人文科学研究所叢書

### 監修
- 『明治維新と近代日本の形成―明治時代―』漫画：井上大助 集英社文庫〈漫画版 日本の歴史 8 明治時代〉2007[1]